# Landstreitkräfte der NVA
Le Landstreitkräfte der Nationalen Volksarmee o semplicemente Landstreitkräfte der NVA (letteralmente "Forze terrestri dell'Armata popolare nazionale" in lingua tedesca) furono la componente terrestre della Nationale Volksarmee, l'insieme delle forze armate della Repubblica Democratica Tedesca (DDR).
Le forze terrestri vennero create nel 1956 nel contesto della fondazione della Volksarmee e del Ministero della Difesa nazionale della DDR. Il ministero della Difesa nazionale inizialmente guidava le forze di terra attraverso le due amministrazioni territoriali subordinate, il Distretto militare Nord e il Distretto militare Sud; nel 1972 i distretti militari vennero subordinati ad una nuova struttura gerarchica superiore, il Kommando Landstreitkräfte, che dirigeva le forze di terra in tempo di pace per i compiti di formazione e preparazione operativa.
Le forze terrestri della Nationale Volksarmee erano ritenute l'esercito del Patto di Varsavia più efficiente e meglio integrato con l'Esercito sovietico; equipaggiato con materiale moderno e bene addestrato, era collegato con il Gruppo di forze sovietiche in Germania e avrebbe dovuto svolgere un compito essenziale in caso di guerra globale in Europa con gli eserciti della NATO.

## Storia

### Creazione
L'esercito della Repubblica Democratica Tedesca prese origine dalle prime organizzazioni armate costituite nella zona di occupazione della Germania assegnata all'Unione Sovietica. Nell'ottobre 1945 le autorità occupanti sovietiche formarono un corpo di polizia tedesco, la Volkspolizei (VOPO), traendo il suo personale principalmente dai prigionieri di guerra  caduti in mano all'Armata Rossa durante la seconda guerra mondiale e sottoposti ai programmi di indottrinamento e persuasione attivati nei campi di prigionia. Nel 1948 la Volkspolizei contava già 60.000 uomini e aveva iniziato a costituire "unità di allerta" militarizzate per disporre di formazioni armate di reazione rapida. Gli effettivi furono integrati con l'arruolamento di tedeschi comunisti veterani della guerra civile spagnola e con reduci della Wehrmacht disposti ad aderire al nuovo stato socialista tedesco ancora in fase di organizzazione.

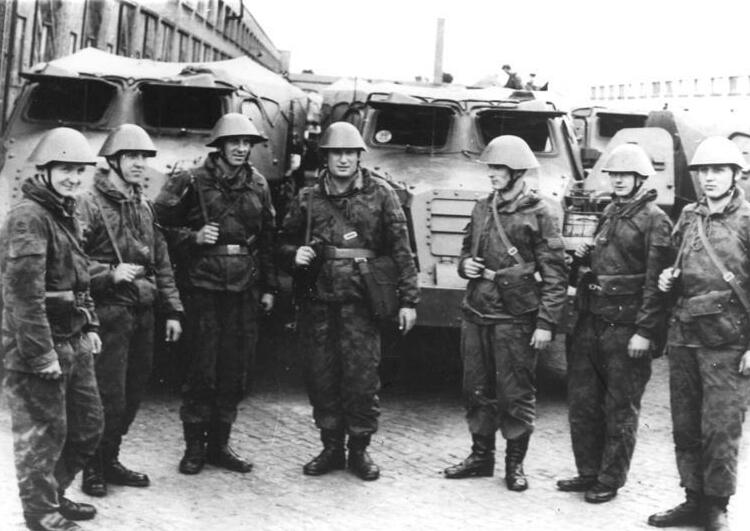
Fanti della DDR in servizio a Berlino nel 1961

Dopo la proclamazione della Repubblica Democratica Tedesca (DDR) il 7 ottobre 1949, la VOPO conobbe un rapido periodo di militarizzazione e nel 1953 venne creata la Kasernierte Volkspolizei (KVP): a dispetto della qualifica di "polizia", si trattava a tutti gli effetti di una forza militare, addestrata secondo le linee dell'Armata Rossa ed equipaggiata con armamenti leggeri forniti dai sovietici; la KVP era organizzata in sette "amministrazioni territoriali", che erano di fatto delle divisioni di fanteria. Dopo che nel 1955 la Germania Ovest ebbe proclamato la sua intenzione di costituire proprie forze armate con cui concorrere alle operazioni della NATO, il 18 gennaio 1956 la DDR proclamò ufficialmente l'istituzione di un Ministero della Difesa nazionale con responsabilità su una forza militare a tutti gli effetti (Nationale Volksarmee) suddivisa nelle tre classiche branche: forze di terra (Landstreitkräfte der NVA), forze navali (Volksmarine) e forze aeree e di difesa aerea (Luftstreitkräfte und Luftverteidigung der DDR). Quello stesso anno, la Germania Est aderì al Patto di Varsavia.

### Espansione e organizzazione

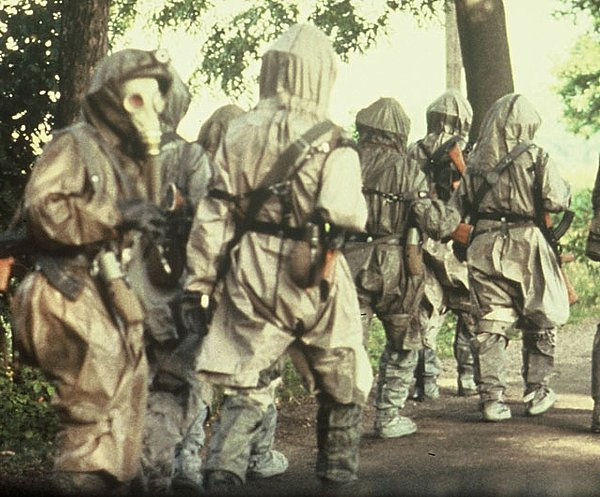
Truppe tedesco-orientali in addestramento con indosso tute da difesa chimica

Una legge sulla coscrizione militare universale venne approvata nel gennaio 1962, stabilendo un periodo di leva militare obbligatoria per la popolazione maschile della durata di 18 mesi. Ultimo dei paesi del Patto di Varsavia a introdurre la coscrizione obbligatoria, la DDR fu anche l'unico degli stessi dove fosse legalmente possibile fare obiezione di coscienza al servizio militare; gli obiettori erano comunque forzati a unirsi alle unità di costruzione per svolgere lavori socialmente utili, ed erano generalmente discriminati quando dovevano accedere al mercato del lavoro. Un civile che avesse compiuto i 18 anni poteva inoltre offrirsi volontario per un periodo di ferma militare breve di tre anni, oppure uno di ferma militare lunga di 12 anni che gli apriva la possibilità di diventare sottufficiale; candidati ai ranghi di ufficiale e sottufficiale erano inoltre selezionati tra quanti avessero concluso l'istruzione superiore di secondo grado.
Le originarie cinque divisioni di fanteria furono riorganizzate ed espanse per andare a formare quattro divisioni di fucilieri motorizzati ("motorisierte Schützendivision") e due divisioni corazzate ("Panzerdivision"), con organici in linea con quelli delle corrispettive unità dell'Armata Rossa; in caso di guerra altre due divisioni di fucilieri motorizzati potevano essere mobilitate con il personale della riserva militare, oltre ad altre due "divisioni di sicurezza" per la protezione delle retrovie composte da truppe delle guardie di frontiera e della polizia. I sovietici concessero progressivamente un grado sempre più alto di autonomia alle forze terrestri della DDR, che dal 1972 furono sottoposte a un proprio stato maggiore (Kommando Landstreitkräfte) con sede a Geltow; primo capo di stato maggiore delle Landstreitkräfte der NVA fu il generale Horst Stechbarth. Ad ogni modo, le forze terrestri della DDR mantennero stretti legami con il Gruppo di forze sovietiche in Germania, e in caso di guerra su vasta scala contro la NATO le divisioni tedesco-orientali sarebbero state subordinate direttamente ai comandi dell'Armata Rossa e integrate all'interno dei fronti sovietici.

### Impiego operativo e scioglimento

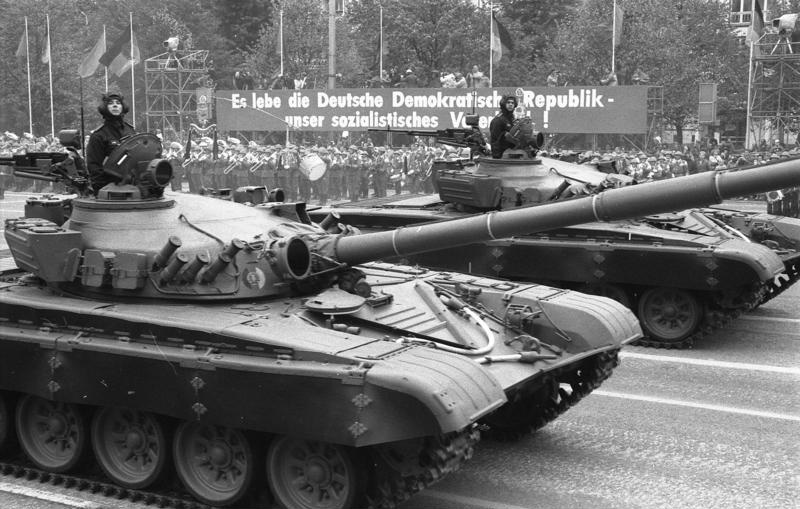
Carri T-72 della 9. Panzerdivision sfilano in parata nel 1988

Salvo che per l'invio di consiglieri militari e ufficiali addestratori in stati amici dell'Unione Sovietica, le unità del Landstreitkräfte der NVA non furono mai impiegate in conflitti militari all'estero. Nel 1968 una divisione corazzata e una divisione fucilieri furono mobilitate per prendere parte all'invasione delle forze del Patto di Varsavia che mise fine alla primavera di Praga in corso in Cecoslovacchia; considerazioni di ordine politico (si voleva evitare di risvegliare nei cecoslovacchi il ricordo dell'occupazione tedesca durante la seconda guerra mondiale) portarono poi alla cancellazione della partecipazione della DDR all'operazione. Una divisione corazzata tedesca fu similmente messa in stato d'allerta nel 1981 per partecipare a un eventuale intervento del Patto di Varsavia in Polonia, dove una serie di dimostrazioni di piazza minacciava di provocare la caduta del locale governo comunista; la proclamazione della legge marziale in Polonia portò poi alla cancellazione della minacciata invasione.
Al loro picco negli anni 1980, le Landstreitkräfte der NVA avevano un organico del tempo di pace di 108.000 effettivi in servizio attivo, di cui 67.000 coscritti di leva; benché fossero il terzo più piccolo esercito tra quelli del Patto di Varsavia, le truppe della DDR avevano fama di essere la forza più professionale e meglio addestrata dell'intera alleanza. I sovietici non permisero mai alla DDR di sviluppare su vasta scala una propria industria della difesa, che rimase confinata alla fabbricazione di armi leggere, equipaggiamenti tecnici e veicoli logistici; ciò nondimeno, i sovietici conferirono alla DDR la più alta priorità tra i paesi del Patto di Varsavia nella fornitura di equipaggiamenti pesanti di produzione sovietica: le Landstreitkräfte der NVA furono così dotate di un parco di veicoli corazzati forte di 1.800 carri armati, per l'80% composto da mezzi tipo T-54/55 e per il 20% da più moderni T-72.
Senza mai aver combattuto contro i propri nemici designati, come il resto della Nationale Volksarmee le Landstreitkräfte der NVA si dissolsero nell'ottobre 1990 all'indomani della pacifica riunificazione tedesca; a causa delle differenti dottrine militari delle due Germanie, solo una piccola parte degli effettivi tedesco-orientali transitò nei ranghi dell'Heer della Germania riunificata.

## Struttura

Organigramma della Landstreitkräfte der NVA, 1986; rispetto a quello sotto ha in più il livello della Kommando Landstreitkräfte, indicato come Gruppo di armate (XXXXX), mentre i Bezirk sono considerati Armate (XXXX) diversamente dall'altro organigramma che le pone come Corpi d'armata (XXX).

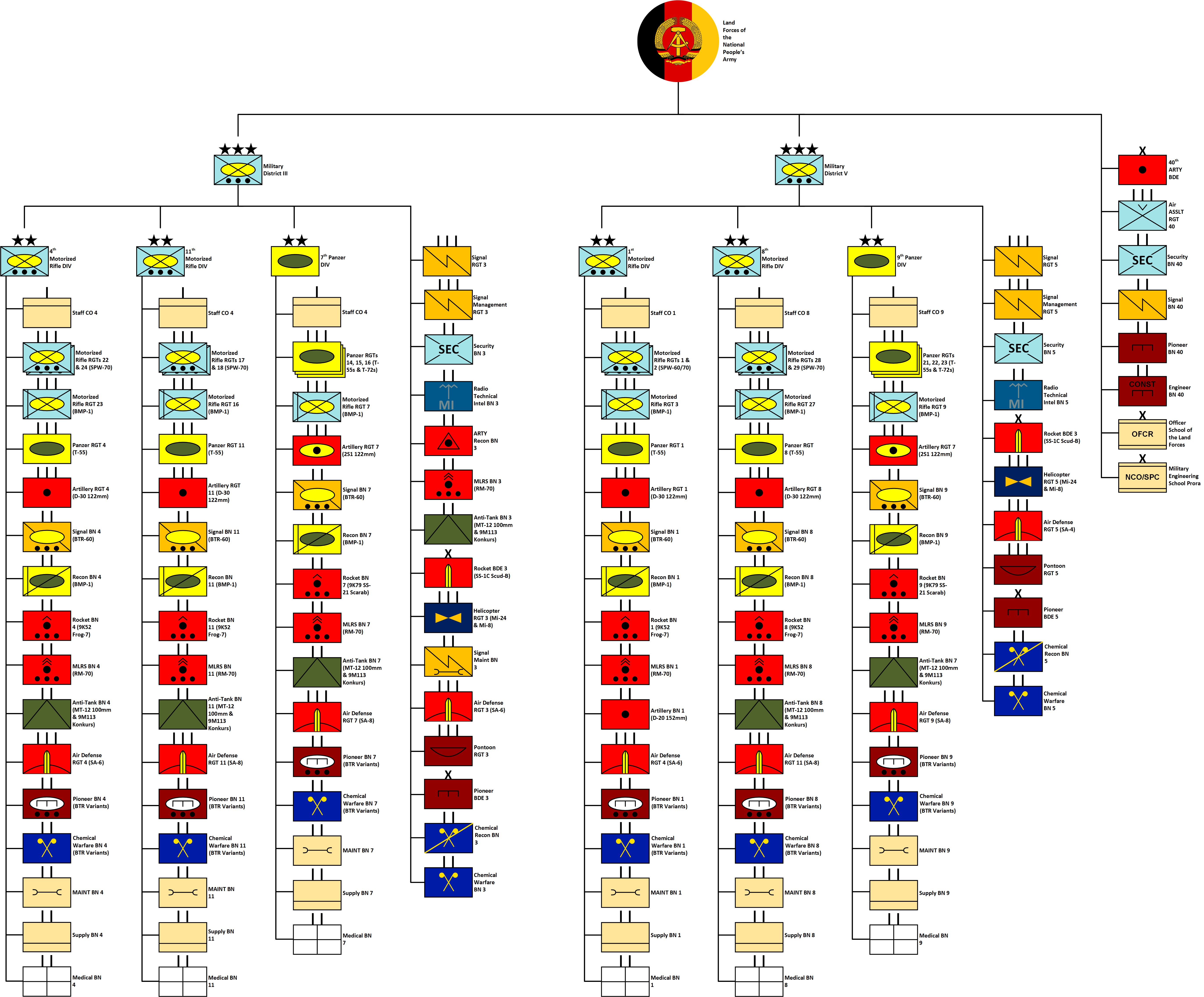
Organigramma delle Landstreitkräfte der NVA nel 1988

Secondo l'organigramma in vigore negli anni 1980, in tempo di pace agli ordini del Kommando Landstreitkräfte si trovavano due distretti militari (Militärbezirk), che a dispetto del nome non erano enti territoriali ma comandi amministrativi cui erano subordinate le divisioni. Alle dirette dipendenze del Kommando Landstreitkräfte erano posti il Luftsturmregiment 40 "Carl von Clausewitz" (FJB/LStR-40, paracadutisti, unità per operazioni speciali), il NachrichtenBattaillon 40 (comunicazioni per lo stato maggiore) ed il Wach- und SicherstellungsBattaillon 40 (Guardia d'Onore e sicurezza delle installazioni, istituito nel 1963).
I due distretti erano:
- Militärbezirk III (MB-III): con sede a Lipsia, controllava le unità dislocate nella Germania Est meridionale e in caso di guerra avrebbe formato il quartier generale di un'unità di livello di armata designata come 3. Armee; le unità ai suoi ordini erano[9]:
  - 4ª Divisione fucilieri motorizzata (con sede a Erfurt)
  - 11ª Divisione fucilieri motorizzata (Halle)
  - 7ª Divisione corazzata (Dresda)
- Militärbezirk V (MB-V): con sede a Neubrandenburg, controllava le unità dislocate nella Germania Est settentrionale e in caso di guerra avrebbe formato il quartier generale di un'unità di livello di armata designata come 5. Armee; le unità ai suoi ordini erano[9]: 
  - 1ª Divisione fucilieri motorizzata (Potsdam)
  - 8ª Divisione fucilieri motorizzata (Schwerin)
  - 9ª Divisione corazzata (Eggesin)

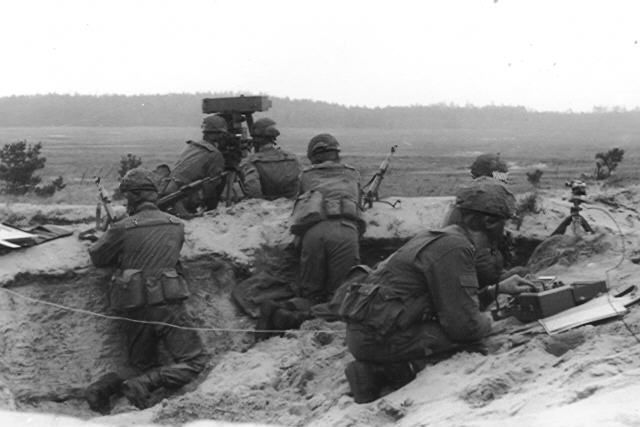
Paracadutisti del Luftsturmregiment 40 durante un'esercitazione

Le divisioni di fucilieri motorizzati seguivano l'organigramma delle loro equivalenti sovietiche, con un organico quindi basato su tre reggimenti di fucilieri motorizzati (ovvero fanteria montata su veicoli trasporto truppe blindati), un reggimento di carri armati, un reggimento di artiglieria campale, un reggimento di artiglieria antiaerea e varie unità di supporto a livello di battaglione: ricognizione, anticarro, trasmissioni, genio, lanciarazzi, artiglieria missilistica, servizi sanitari, manutenzione e trasporti. Le divisioni corazzate avevano un organico identico, ma con una inversa proporzione tra truppe corazzate e di fanteria (tre reggimenti di carri armati e un reggimento di fucilieri motorizzati) e senza il battaglione anticarro.
Oltre alle divisioni, ciascun Militärbezirk aveva ai suoi ordini una serie di unità d'appoggio: una brigata di lanciatori di missili balistici a corto raggio SS-1 Scud, un reggimento di artiglieria pesante, un reggimento di artiglieria antiaerea missilistica, un reggimento del genio, un reggimento di pontieri, un reggimento trasmissioni, un battaglione anticarro e un battaglione di difesa chimica.
Due unità delle Landstreitkräfte der NVA disponevano di addestramento speciale. Il Luftsturmregiment 40 "Willi Sänger" era un'unità di paracadutisti, creata come battaglione nel 1973 e ampliata a livello di reggimento nel 1986; unità autonoma dai distretti militari e dipendente non dal Kommando Landstreitkräfte ma dal quartier generale della Nationale Volksarmee, in tempo di guerra il reggimento avrebbe fatto parte della riserva generale e sarebbe stato impiegato in piccoli distaccamenti per compiere incursioni contro bersagli di alto valore nelle retrovie nemiche, utilizzando secondo la dottrina sovietica più delle infiltrazioni eliportare, quindi da assalto aereo, che dei lanci per i quali l'unità era comunque qualificata. Il Mot.-Schützenregiment 29 "Ernst Moritz Arndt", parte dell'8ª Divisione fucilieri motorizzati del MB-V, era invece un'unità anfibia, dotata di un addestramento supplementare per la conduzione di operazioni di sbarco in collaborazione con le unità della Volksmarine.
In aggiunta alle sei divisioni dell'esercito regolare la Landstreitkräfte poteva contare su cinque divisioni della riserva da mobilitare in caso di necessità con la struttura delle Mobilmachungsdivisionen. Alla base della struttura di mobilitazione vi sarebbero stati gli Ausbildungszentren der Landstreitkräfte, che avrebbero gestito con i loro quadri i riservisti; le unità formate sarebbero state:
- 6. Mot-Schützen Division (Königswartha)
- 10. Mot-Schützen-Division (Ronneburg)
- 17. Mot-Schützen-Division (Petersroda)
- 19. Mot-Schützen-Division (Wulkow)
- 20. Mot-Schützen-Division (Bredenfelde).

Direttamente dipendenti dal Kommandos Landstreitkräfte erano anche le unità della riserva: Reserve-motorisierte Schützenregiment 13 (fanteria motorizzata),  Reserve-Panzerjägerregimenter 13 e 15 (due reggimenti di cacciacarri blindati) e i sei battaglioni di fanteria motorizzata indipendenti Reserve-motorisierten Schützenbataillone 13, 15, 23, 25, 33 e 43.